# Roberto Brusati
Roberto Brusati (Milano, 3 luglio 1850 – Santa Margherita Ligure, 23 novembre 1935) è stato un generale italiano, che come ufficiale prettamente di Stato maggiore non ebbe mai incarichi operativi prima della prima guerra mondiale. Divenuto tenente generale, all'atto della mobilitazione generale del maggio del 1915 fu nominato comandante della 1ª Armata, per essere destituito dal comando l'8 maggio 1916, otto giorni prima dell'offensiva austro-ungarica nota come Strafexpedition, fortemente voluta dal feldmaresciallo Franz Conrad von Hötzendorf.

## Biografia
Nacque a Milano il 3 luglio 1850, figlio del conte Giuseppe e di Teresa Aman. Seguendo le orme del fratello maggiore Ugo, nel 1863 fu ammesso a frequentare il Collegio militare di Firenze, passando quindi a quello di Milano, per entrare nella Regia Accademia Militare di Artiglieria e Genio di Torino nel 1866. Di forti sentimenti patriottici tentò, senza successo, di arruolarsi volontario per combattere nella terza guerra di indipendenza italiana.
La selezione tra gli aspiranti ufficiali era allora molto severa, ma egli si classificò sempre al primo posto nel suo corso, uscendo diplomato nel 1869..
Con la nomina a sottotenente venne ammesso direttamente nel Corpo dello Stato maggiore, frequentando quindi per due anni la Scuola di guerra di Torino, al fine di ottenere l'idoneità al servizio di Stato maggiore e la promozione a tenente. Prestò successivamente servizio nel 3º Reggimento d'artiglieria, e poi presso i comandi militari di Roma e Milano.
Nel 1876 fu destinato all'Istituto Topografico di Firenze, dove prestò servizio per sei anni. Nel 1877 ottenne la promozione a capitano. Nel 1881 convolò a nozze con la signorina Graziella Ferguson residente a Firenze. Nel 1884, con il grado di maggiore, venne trasferito al 64º Reggimento fanteria, con sede a Milano, e poi a Foggia. Nel 1887 fu richiamato a Roma come Capo dell'Ufficio scacchiere occidentale del Comando del Corpo di Stato maggiore, per poi divenire capo della segreteria del vicecomandante dello stesso corpo. Le promozioni si susseguirono, tenente colonnello nel 1888 e colonnello nel 1892, anno in cui divenne comandante del 22º Reggimento fanteria "Cremona" di stanza a Messina Nel 1896 divenne Capo di stato maggiore del Corpo d'armata di Roma, venendo promosso maggiore generale nel 1898. In seguito fu comandante della Brigata Messina, stanziata a Catania, per passare poi a Roma (1899-1903), e quindi a Catanzaro. Con la promozione a tenente generale, avvenuta nel 1905, ottenne il comando della Divisione di Ravenna, e poi di quella di Roma. Nel 1910 assunse il comando del I Corpo d'armata di Torino. Il 3 maggio 1914 venne designato a Comandante d'armata in caso di guerra, massimo grado della gerarchia militare dell'epoca. Benché politicamente fosse incline al neutralismo, quando fu decisa la guerra contro l'Austria-Ungheria si dedicò attivamente al comando della 1ª Armata. Il 30 dicembre dello stesso anno fu nominato Senatore del Regno, giurando il 22 marzo 1915.

### La prima guerra mondiale
La 1ª Armata aveva Quartier generale a Verona, e secondo il comandante supremo dell'esercito, generale Luigi Cadorna, doveva mantenere un contegno strategicamente difensivo, non solo durante il periodo della radunata, ma anche per tutto il tempo nel quale la 4ª Armata del generale Luigi Nava avrebbe operato dal Cadore per aprirsi un varco verso il Tirolo. Essa doveva però eseguire limitate offensive per meglio assicurare l'inviolabilità della frontiera italiana, portando la nostra occupazione nel territorio nemico, ovunque questo fosse possibile e conveniente. Sopportando di malagrazia il dover rimanere sulla difensiva, portò a termine tali operazioni offensive con la massima energia. Già il 25 maggio 1915, giorno successivo all'entrata in guerra, le truppe italiane, approfittando del fatto che quelle austriache erano schierate alquanto lontano dalla linea di confine, conquistarono un terreno di notevole valore strategico. A partire dalla seconda metà del mese di agosto, l'insufficienza dei mezzi a disposizione determinò il fallimento dei nuovi attacchi contro le fortificazioni permanenti austriache che presidiavano la testata della Val d'Astico. Il 29 agosto il generale Cadorna richiamò il Comando d'Armata al suo compito prettamente difensivo. Tuttavia egli non rinunciò mai a compiere ulteriori operazioni atte a consolidare il fronte, facendo assumere allo schieramento delle sue truppe una proiezione prettamente offensiva. Tale schieramento portò a trascurare gli apprestamenti difensivi. Infatti il grosso delle forze a disposizione rimase concentrato sulle posizioni avanzate, spesso disagevoli e che non si apprestavano alla difesa, anziché sulle posizioni retrostanti, più idonee alle operazioni difensive.
Nel marzo 1916, mentre il comando della 1ª Armata studiava nuove puntate offensive, i servizi di informazione dell'Armata ebbero le prime notizie una grande concentrazione di forze austriache nel settore Trentino. Si trattava dei preparativi per la cosiddetta Strafexpedition, fortemente voluta e pianificata dal Capo di Stato maggiore dell'Imperial regio Esercito austro-ungarico, feldmaresciallo Franz Conrad von Hötzendorf. Tale offensiva aveva il dichiarato intento di annientare l'esercito italiano, scatenando una poderosa offensiva attraverso le linee della 1ª Armata per prendere di rovescio l'intero schieramento italiano. In vista di una probabile offensiva nemica, su sua richiesta, il Comando Supremo gli concesse ulteriori cinque divisioni. Il 24 marzo da Londra Cadorna richiamava per nessun motivo truppe dovranno lasciarsi trascinare da resistenza su posizioni avanzate, ma eventuale ripiegamento dovrà farsi tempestivamente affinché truppe conservino efficienza per difendere linea principale.
In aperto disaccordo con Cadorna egli ordinò l'esatto contrario, disponendo la difesa ad oltranza delle posizioni avanzate, contando sulla solidità dei lavori di rafforzamento eseguiti fino ad allora. In più, il 1º aprile, l'Armata passò nuovamente all'offensiva, lanciando assalti che conseguirono alcuni brillanti, sia pur parziali, successi.
Il 6 aprile egli confermava al Comando Supremo che danno per certo un concentramento molto rilevante — non ancora cessato — di artiglierie e di carreggi nella regione degli altipiani.... Tale concentramento appare in proporzioni minori nelle valli Lagarina e Sugana. Lo schieramento delle truppe italiane continuava, però, ad essere troppo proiettato in avanti, divenendo un facile bersaglio dell'artiglieria nemica, mentre le più forti posizioni difensive retrostanti rimasero abbandonate. Egli credeva nell'immediatezza dell'offensiva austriaca, tanto che il 22 marzo rinnovò le richieste di ricevere ulteriori rinforzi, motivandole con il fatto che l'offensiva avversaria sarebbe stata scatenata entro pochi giorni, ma Cadorna gli rispose seccamente che di truppe a disposizione ne aveva già a sufficienza.

### L'esonero e l'offensiva di Conrad von Hötzendorf
Nella seconda metà del mese di aprile il generale Cadorna visitò le linee della 1ª Armata, e si rese conto dell'esposizione delle linee italiane nei confronti di un'eventuale offensiva nemica. Temendo di mandare in crisi tutto lo schieramento dell'Armata, non se la sentì di ordinare il ripiegamento delle truppe dalle posizioni avanzate a quelle retrostanti. Cadorna, non soddisfatto dell'impiego dei rinforzi già concessi, e non convinto della necessità di concederne altri, l'8 maggio lo esonerò dal comando sostituendolo con il generale conte Guglielmo Pecori Giraldi. Ancora il giorno 14 maggio Cadorna, in una lettera confidenziale scritta al generale Ugo Brusati, Aiutante di Campo del Re, motivava le ragioni della destituzione con il fatto che egli non credeva all'imminente offensiva nemica. Poche ore dopo venne clamorosamente smentito.
Nel pomeriggio dello stesso giorno l'artiglieria austro-ungarica aprì un intenso fuoco a tappeto sulle linee italiane, sparando contemporaneamente su un arco che andava da Dos Cassina a Col San Giovanni (alta Val Campelle, in Val Sugana). All'alba del 15 maggio le truppe austro-ungariche passarono all'offensiva, travolgendo agevolmente le posizioni avanzate della 1ª Armata e le truppe ivi schierate in Val Lagarina, sul Monte Maronia e in Val d'Astico. Le truppe nemiche dilagarono verso la pianura veneta, e servirono quattro settimane di drammatici e incerti combattimenti perché Cadorna riuscisse a fermarle, facendo affluire ingenti rinforzi dall'Isonzo. Dinnanzi all'inquietudine della pubblica opinione, e mentre la battaglia era in pieno svolgimento, il governo e il Comando Supremo cercarono il capro espiatorio. Il 25 maggio un comunicato dell'agenzia Stefani annunziò, con insolito rilievo, che il Consiglio dei Ministri aveva collocato il generale Brusati a riposo con Decreto Luogotenenziale del 25 maggio 1916. Si trattava di un provvedimento gravissimo, per di più omettendo che l'esonero era avvenuto una settimana prima dell'attacco nemico. Inoltre Cadorna deferì il generale Brusati alla Corte marziale con l'accusa di tradimento, in base al Capo 1°, Articolo 72, Comma 7 del Codice Penale militare in tempo di guerra. La Corte Marziale non si riunì mai, ma l'opinione pubblica venne portata a credere che egli avesse delle gravi colpe nella rotta dell'Armata, e inoltre venne fatto oggetto di una campagna denigratoria, che né il governo, né il Comando Supremo intervennero a fermare. La polizia non poté più garantire la sua sicurezza ed egli dovette nascondersi. Ritenendosi una vittima si chiuse in sdegnato silenzio, per non turbare lo sforzo bellico nazionale.

### La riabilitazione nel dopoguerra
Nel dopoguerra chiese che gli fosse resa piena giustizia. Il 2 settembre 1919 la Commissione presieduta dall'ammiraglio Felice Napoleone Canevaro lo assolse da ogni addebito, revocando il collocamento a riposo d'autorità, e riammettendolo in servizio con effetto retroattivo dal 1916. Avendo comunque raggiunto i limiti d'età, fu posto in posizione ausiliaria.
Tale provvedimento non lo soddisfece in quanto avrebbe voluto una solenne riparazione del torto subito tra tanti clamori. In più, se il richiamo in servizio annullava il collocamento a riposo, non toglieva il siluramento ricevuto da Cadorna. Tuttavia a quel tempo l'opinione pubblica era poco propensa a riesami critici e senza remore della guerra, né egli volle scrivere una pubblicazione polemica, anche se continuò a raccogliere materiale in sua difesa.
L'avvento del fascismo gli diede nuove speranze. Il 3 novembre 1922 il generale Armando Diaz gli concesse la Croce al merito di guerra, sottolineando che si trattava di uno dei suoi primi atti come nuovo Ministro della Guerra, e promuovendolo subito dopo al rango di generale d'armata. La successiva promozione a Maresciallo d'Italia di Cadorna significò la definitiva rinuncia ad ogni possibile riesame.
Nel 1926 fu collocato a riposo per anzianità, e si spense a Santa Margherita Ligure il 23 novembre 1935.

### Annotazioni
1. ↑  Su 250 candidati presentatisi alle selezioni ne furono ammessi solamente 60, e non ne uscirono più di 16.
2. ↑  Divenuto più tardi l'Istituto Geografico Militare.
3. ↑  Proveniente da una ricca famiglia americana.
4. ↑  Trasferito in seguito a Piacenza.
5. ↑  Giovanni Giolitti aveva commentato negativamente la sua nomina in un colloquio con Olindo Malagodi avvenuto in quell'anno, dicendo hanno dato il comando di un'armata a Brusati che basterebbe appena a comandare un reggimento.
6. ↑  Relatore della proposta, convalidata il 16 marzo 1915, fu il generale Fiorenzo Bava Beccaris
7. ↑  Era schierata dal Passo dello Stelvio (Svizzera) al Passo Cereda, Rolle su un arco valutabile, in linea d'aria, di circa 200 km. Il III Corpo d'armata andava dal confine svizzero al Garda, il V dal Garda al Lora e parte dell'VIII dal Passo Lora in Val Cismon al Passo Cereda, punto di confine con l'area di pertinenza della 2ª Armata.
8. ↑  Nell'intendimento di Cadorna essa doveva impedire qualsiasi offensiva austriaca dal Trentino assicurando così le retrovie del grosso dell'esercito italiano impegnato sull'Isonzo.
9. ↑  Egli era rimasto sconcertato dall'incapacità di Cadorna di comprendere che il nemico si era ritirato su una linea difensiva ben al di dentro del confine di stato.
10. ↑  Brusati affermò che l'offensiva sarebbe partita da Trento in direzione di Vicenza e delle pianure del Veneto.
11. ↑  In tale occasione si rifiutò perfino di incontrare Brusati perché, secondo il biografo di Cadorna, aveva già in mente di destituirlo.
12. ↑  Ma anche perché non credeva all'imminenza dell'offensiva austriaca.
13. ↑  Brusati si recò personalmente presso il Comando Supremo di Udine in visita a Cadorna, per convincerlo dell'imminenza dell'offensiva austro-ungarica.
14. ↑  Tattica finora mai utilizzata sul fronte italiano.
15. ↑  A tal fine dovette costituire una nuova Armata, la 5ª, posta al comando del generale Pietro Frugoni, impiegando ben 180.000 uomini tratti dalle riserve.
16. ↑  In genere i generali destituiti dal comando venivano generalmente destinati a comandi territoriali all'interno del paese, e non messi a riposo.
17. ↑  Con un articolo apparso sul quotidiano La Nazione.
18. ↑  Proprio mentre il capo del governo Francesco Saverio Nitti chiudeva le polemiche sollevate dall'inchiesta su Caporetto, colpendo sia Cadorna che il generale Capello.
19. ↑  Anche se in posizione ausiliaria.
20. ↑  Avvenuta nel novembre del 1924.
21. ↑  Per sua espressa volontà non vi fu alcuna commemorazione in Senato, dove era entrato nel 1914.

### Fonti
1. 1 2  Cadorna 1921, p. 100.
2. 1 2 3 4  Thompson 2010, p. 176.
3. ↑  Cadorna 1921, p. 131.
4. 1 2 3 4  Thompson 2010, p. 175.
5. ↑  Ferrari, Massignani 2010, p. 238 , da molti anni l'Ufficio I del comando d'armata gestiva una rete estera sotto il proprio controllo, e non aveva mai ottemperato alla direttiva che imponeva il suo passaggio alle dirette dipendenze dell'Ufficio I del Comando Supremo.
6. ↑  degli Azzoni Avogadro 2010, p. 18.
7. 1 2  Gaspari 2011, p. 50.
8. 1 2 3  Gaspari 2011, p. 49.
9. 1 2  Cadorna 1921, p. 194.
10. 1 2 3 4 5 6 7  Thompson 2010, p. 177.
11. 1 2 3 4 5  Frassati 1979, p. 183.
12. ↑  degli Azzoni Avogadro 2010, p. 58.
13. 1 2  Frassati 1979, p. 185.
14. 1 2  Cadorna 1921, p. 208.
15. 1 2  Thompson 2010, p. 178.
16. 1 2  Frassati 1979, p. 184.
17. ↑   Bollettino ufficiale delle nomine, promozioni e destinazioni negli ufficiali e sottufficiali del R. esercito italiano e nel personale dell'amministrazione militare, 1922,  p. 2695. URL consultato il 14 settembre 2019.